# Вокечон (Вісконсин)
Вокечон (англ. Waukechon) — місто (англ. town) в США, в окрузі Шавано штату Вісконсин. Населення — 1002 особи (2020).

## Демографія
Згідно з переписом 2010 року, у місті мешкала 1021 особа в 369 домогосподарствах у складі 285 родин. Було 410 помешкань
Расовий склад населення:
| - 96,4 % — білих - 1,8 % — корінних американців - 0,6 % — чорних або афроамериканців - 0,3 % — азіатів |

До двох чи більше рас належало 1,0 %. Частка іспаномовних становила 0,5 % від усіх жителів.
За віковим діапазоном населення розподілялося таким чином: 26,6 % — особи молодші 18 років, 59,7 % — особи у віці 18—64 років, 13,7 % — особи у віці 65 років та старші. Медіана віку мешканця становила 41,6 року. На 100 осіб жіночої статі у місті припадало 106,7 чоловіків;  на 100 жінок у віці від 18 років та старших — 108,6 чоловіків також старших 18 років.
Середній дохід на одне домашнє господарство  становив 77 252 долари США (медіана — 67 031), а середній дохід на одну сім'ю — 83 323 долари (медіана — 72 917). Медіана доходів становила 46 979 доларів для чоловіків та 33 250 доларів для жінок. За межею бідності перебувало 5,3 % осіб, у тому числі 2,3 % дітей у віці до 18 років та 2,7 % осіб у віці 65 років та старших.
Цивільне працевлаштоване населення становило 557 осіб. Основні галузі зайнятості: виробництво — 18,0 %, освіта, охорона здоров'я та соціальна допомога — 16,2 %, сільське господарство, лісництво, риболовля — 11,1 %, будівництво — 10,4 %.